# Water Boyy
Water Boyy è un film drammatico a tematica LGBT del 2015, diretto da Rachyd Kusolkulsiri e interpretato da Anupart Luangsodsai e Lerkcharoempoj Papangkorn. È stato girato principalmente in Thailandia.
Durante la presentazione è stato annunciato un remake seriale televisivo, intitolato Water Boyy: The Series, con un cast rinnovato tra cui Pirapat Watthanasetsiri e Thitipoom Techaapaikhun, uscito nel 2017.

## Trama
All'Ocean High School di Hua Hin, Nam è un nuotatore provetto nonostante la mancanza di formazione. È popolare nel campus e ha diverse amicizie femminili, fonte di invidia tra i suoi coetanei. Ha tuttavia un cattivo rapporto con il padre, l'allenatore di nuoto Neung, in quanto ha una relazione con un ragazzo della stessa età del figlio.
Quando un altro nuotatore, Muek, diventa compagno di stanza di Nam, tra i due comincia a nascere un legame che diventa sempre più forte, fino a sfociare in amore, che verrà però contrastato da malintesi e interessi amorosi di altre persone.

## Produzione
Il film rappresenta un ritorno sulle scene per Nappon Gomarachun dopo un precedente ritiro dall'industria cinematografica; ha confessato che l'intento del regista Rachyd Kusolkulsiri nella realizzazione del film era quello di far riflettere sui disaccordi che comunemente si presentano tra genitori e figli.

## Accoglienza
Il film è uscito il 22 ottobre 2015. Aung Tour, scrittrice per Thai Rath, ha detto che per quanto Water Boyy sembri esclusivamente un film sul nuoto, in realtà è una storia incentrata molto più sul rapporto padre-figlio e sulla nascita di un amore. Lei stessa ha consigliato il film per la sua atmosfera. Coconuts Bangkok, invece, ha dichiarato che senza la tematica LGBT il film sarebbe stato una mera storia d'amore generica.